# 原子核反応
原子核物理学における原子核反応（、英: nuclear reaction）または核反応とは、入射粒子が標的核（原子核）と衝突して生じる現象の総称を言う。大別して、吸収、核分裂、散乱の三つがあるが、その反応過程は多彩で統一的に記述する理論はまだない。
核反応においては、電荷、質量数、全エネルギー、全運動量が保存される。

## 核反応を表す式
核反応は次の様な記号で表される。すなわち、代数的に、原子核 A （標的核）と粒子 a （入射粒子）が衝突して、原子核 B （反跳核または残留核）と粒子 b （放出粒子）が発生するとき、これを
A (a, b) B
と書き (a, b) 反応と呼ぶ。
たとえば、具体的な記述として 7Li (p, γ) 8Be というものがあれば、これは
{\displaystyle {\ce {7Li{}+{\mathit {p}}->8Be{}+\gamma }}}
という核反応を表しており (p, γ) 反応または陽子−ガンマ反応と呼ぶ、というように用いる。
他にも例えばラザフォードが1919年に発見した窒素14にアルファ線を当てると陽子を放出して酸素17になるという反応は
{\displaystyle {\ce {^{14}N (\alpha,p)\ ^{17}O}}}
と記述できる。

## 複合核モデルによる解釈
入射粒子の運動エネルギーが標的核の核子ひとつあたりの平均の相互作用エネルギーよりも小さいとき、入射粒子は標的核である原子核全体と相互作用するものとみなすことができる。この場合、この核反応の仕組みは、複合核モデル（compound-nucleus model）と呼ばれるモデルを用いることで物理的に解釈することができる。この複合核モデルは、ニールス・ボーアによって、またそれと独立にグレゴリー・ブライトとユージン・ウィグナーによって導入された。
このモデルに従う場合、核反応は次の二段階に渡って発生すると考えることになる。
（標的核） + （入射粒子） → （複合核） ：複合核を形作る過程
（複合核） → （反跳核） + （放出粒子） ：複合核が壊れる過程

## 原子核反応の応用
- 原子力発電
- 核兵器
- 放射化分析
- 放射線療法